# 斑鳩町立斑鳩中学校
斑鳩町立斑鳩中学校（いかるがちょうりつ いかるがちゅうがっこう）は、奈良県生駒郡斑鳩町龍田北にある公立中学校。通称「斑中」（いかちゅう）。

## 沿革
- 1947年（昭和22年）4月22日 - 斑鳩町立斑鳩中学校開校[1]。
- 1960年（昭和35年）5月 - 体育館完成。
- 1972年（昭和47年）5月1日 - 人口増に備えて校舎を福貴に移転。

## 部活動
出典
- 野球部
- サッカー部
- 陸上競技部
- 水泳部
- 女子バドミントン部
- バスケットボール部
- 女子バレーボール部
- 剣道部
- 卓球部
- 科学部
- 美術部
- 吹奏楽部

## 交通アクセス
- JR西日本 法隆寺駅（JR大和路線）から徒歩40分[3]

## 通学区域が隣接している学校
- 斑鳩町立斑鳩南中学校

- 三郷町立三郷中学校
- 平群町立平群中学校
- 生駒市立大瀬中学校

- 大和郡山市立片桐中学校
- 大和郡山市立郡山西中学校
- 安堵町立安堵中学校